# 인간중심주의
인간중심주의(人間中心主義)는 인간의 가치관과 경험면에서 세상을 해석하거나 존중한다. 이는 인간 우월주의 또는 인간 예외주의와는 구별되는 개념이다. 인류에는 많은 현대 인간 문화와 의식적인 행동에 깊이 뿌리박힌 것으로 여겨진다. 그것은 환경윤리와 환경철학 분야에서 주요한 개념으로, 종종 밈현석 내에서 인간행동에 의해 야기되는 문제의 근본원인으로 여겨진다.
그러나, 인류애의 많은 지지자들은 이것이 반드시 그런 것은 아니라고 말한다. 그들은 건전한 장기적 관점이 인간에게 건강하고 지속 가능한 환경이 필요하다는 것을 인정하며, 진정한 문제는 얕은 인류애라고 주장한다.

## 환경철학
동질 중심주의 또는 인간 우월주의라고도 알려진 인류사상주의는 일부 환경론자들에 의해, 왜 인류가 지구를 지배하고 "개발"해야 하는지를 근본적인 이유로서, Dave Foreman과 Christopher Manes의 녹색 전쟁의 고백(Confessions of an Eco-Warrior)과 같은 책에서, 일부 환경론자들에 의해 제시되어 왔다. 일부 사람들은 인간중심주의가 비인간 세계에 대한 전통적인 서구적 태도에서 체계적 편견의 관심을 끌기 위해 사용되는 환경 철학에서 중심적인 문제 개념이라고 믿고 있다. Val Plumwood는 인류학이 녹색 이론에서 페미니스트 이론의 안드로센트리즘과 반인종주의 이론의 민족 중심주의와 유사한 역할을 한다고 주장했다. 플럼우드는 이것을 병렬로 강조하기 위해 인간 중심주의를 "반중심주의"라고 부른다.
환경윤리를 다루는 최초의 확장된 철학적 에세이 중 하나인 존 패스모어의 자연에 대한 인간책임은 종종 전통적인 서구 도덕 사상의 구성이라고 주장되는 그것의 인류주의 때문에 깊은 생태학의 옹호자들에 의해 비판 받아왔다. 실제로, 생태적 위기에 관련된 인류사회주의 옹호자들은, 그 자체를 위한 것이 아니라, 건강하고 지속 가능한 환경의 유지가 인간의 복지를 위해 필요하다고 주장한다. '제비' 관점의 문제는 그것이 인간 중심이라는 것이 아니라 '윌리엄 그레이'에 따르면, "천박한 관점의 문제는 그들이 인간의 행복에 대해 걱정하는 것이 아니라, 그들이 웰빙이 무엇으로 구성되어 있는지에 대해 충분히 고려하지 않는다는 것이다. 이 견해에 따르면, 우리는 지배적인 단기적, 부분적, 자기 지배적 개념을 대체할 풍부하고 강화된 인간중심적인 인간관리의 개념을 개발할 필요가 있다." 차례로, 환경문화의 플럼우드: 이성의 생태적 위기는 그레이의 인류애주의가 불충분하다고 주장했다.
많은 헌신적인 환경운동가들이 인간인구를 위해 환경을 보존하는 것에 찬성할 것이라는 사실을 지지하는 다소 인간중심적인 철학적 관점을 포함하고 있다는 것을 유념하는 것이 중요하다. 그레이는 이렇게 썼다: "우리는 풍부하고 다양하며 활기찬 생물권을 홍보하는 것에 대해 걱정해야 한다. 인간의 번영은 분명 그러한 번영의 합법적인 부분으로 포함될 것이다." 그러나 생명 전체의 번영 속에서 인간의 번영에 대한 이러한 우려는 인류애주의 반대론자로 제시되어 온 깊은 생태학과 생물중심주의와 구별될 수 없다고 한다. 그리고 인류애의 일반적인 형태로서.

## 주도-크리스도 전통
AD 12세기에 살았던 토라의 학자인 마이모네데스(Maimonides)는 분명히 반인류 중심주의로 유명했다. 마임오니데스는 사람을 "양동이의 단순한 물방울"과 "세계의 축"이라고 불렀다. 그는 또한 인류 중심적 사고는 인간이 자연에 나쁜 것이 존재한다고 생각하게 만드는 것이라고 주장했다. 노먼 램에 따르면, 마임오니데스는 "그 자신의 중요성에 대한 인간의 사치스러운 개념을 축소시키고 우리에게 이러한 환상을 버리라"고 촉구한다.
데이비드 스즈키 박사는 1985년 CBC 시리즈 "먹는 행성"에서 인류애의 구약성서 뿌리와 그것이 어떻게 인간이 아닌 동물에 대한 우리의 관점을 형성했는지 탐구했다. 일부 기독교의 인류애 지지자들은 창세기 1시 26절과 같은 성경에 근거한다.
제네시스에서 "영구"라는 단어의 사용은 논란의 여지가 있다. 많은 성서 학자들, 특히 로마 가톨릭과 다른 비종교적인 기독교인들은 이것이 인류가 지구와 그 다양한 형태의 삶을 돌보아야 한다는 것을 나타내는 "보존"을 의미하는 단어의 잘못된 번역이라고 생각한다.

## 인간 권리
인간 중심주의는 인권에 대한 몇몇 자연주의적 개념의 토대다. 인류애주의 옹호자들은, 도덕적으로 중요한 것은 단지 인간이기 때문에, 이것이 보편적인 인권을 보호하기 위해 필요한 기본 전제라고 주장한다. 예를 들어, 철학자인 모티머 J. 애들러(Mortimer J. Adler)는 "인간에 평등한 모든 인간은, 그들의 공통 인류에 관련된 모든 측면에서, 사실상 그들의 규범적 원칙을 뒷받침할 확고한 근거가 없을 것"이라고 썼다. 애들러는 지금 인간의 예외주의라고 불리는 것을 부정하는 것은 폭정으로 이어질 수 있다고 말하고 있다. 만약 우리가 인간이 독특한 도덕적 지위를 가지고 있지 않다고 믿게 된다면, 우리 자유의 지적 토대가 무너진다: "왜, 그러면, 우월한 사람들의 집단이 그들의 노예화, 착취, 또는 심지어 그들의 노예화를 정당화할 수 없게 되어서는 안 된다. 사실적이고 도덕적인 근거에 대한 열등한 인간 집단의 집단 학살은 우리가 짐의 짐승으로 여기는 동물, 음식이나 옷을 찾아 정육하는 것, 또는 질병을 억제하는 해충이나 위험한 포식자로 파괴하는 것에 대한 우리의 대우를 정당화하기 위해 현재 의지하고 있다."
디스커버리 연구소의 작가 겸 인류학 옹호자인 웨슬리 J. 스미스(Wesley J. Smith)는 인간의 예외주의는 서로, 자연 세계에 인간의 의무를 발생시키고 동물들을 인간적으로 대우하는 것이라고 썼다. 작가가 쓴 책 'A Rat is a Pig is a Dog is a Boy'에서 "우리는 의심할 여지 없이 윤리적 문제를 고려하고 책임을 질 수 있는 유일한 종이기 때문에, 우리는 유일하게 옳고 그름과 선과 악, 적절하고 부적절한 행동 사이의 차이를 이해할 수 있다.동물 또는 인간이 동물을 인도적으로 다루어야 하는 것이 아니라면, 더 간결하게 표현하자면, 이 세상에서 무엇을 해야 하는가?"

## 인지 심리학
인지 심리학에서, 인류 중심적 사고는 "인간에 유추하여 생소한 생물 종이나 과정을 추론하는 경향"으로 정의될 수 있다. 유추로 추론하는 것은 매력적인 사고 전략이며, 인간이라는 우리의 경험을 다른 생물학적 시스템에 적용하는 것은 유혹적일 수 있다. 예를 들어, 죽음은 일반적으로 바람직하지 않다고 생각되기 때문에, 세포 수준이나 다른 자연에서 죽음은 유사하게 바람직하지 않다고 오해하는 것이 유혹적일 수 있다(실제로 프로그래밍된 세포 죽음은 필수적인 생리적 현상이고 생태계도 죽음에 의존한다). 반대로, 인류 중심적인 사고는 또한 사람들로 하여금 다른 유기체에 대한 인간의 특성 부족에 이르게 할 수 있다. 예를 들어 곤충처럼 인간과 매우 다른 동물이 생식이나 혈액 순환과 같은 특정한 생물학적 특성을 공유하지 않는다고 잘못 추정하는 것은 유혹적일 수 있다.
인간중심적 사고는 주로 생물학 교육의 타당성에 관심이 있는 발달 심리학자들에 의해 어린 아이들(대부분 10세까지)에게서 연구되어 왔다. 비록 후년에 그것의 끈기에 대해 상대적으로 알려진 것이 거의 없지만, 이러한 인간의 예외적인 생각의 패턴이 생물학에서 점점 더 교육을 받은 학생들 사이에서도 어린 성인기에까지 지속될 수 있다는 증거가 있다.인간중심적 사고가 선천적인 인간의 특성이라는 개념은 도시 환경에서 자란 미국 아이들에 대한 연구로 인해 도전을 받아왔는데, 그 중 3세에서 5세 사이에 습득된 관점으로서 나타나는 것으로 보인다. 아이들이 인간 중심적 사고에 의지하는 것은 자연계에서 인간의 위치에 대한 경험과 문화적 가정에 따라 달라지는 듯 하다. 시골 환경에서 자란 아이들은 다른 종류의 동물과 식물에 더 친숙하기 때문에 도시 환경보다 그것을 덜 사용하는 것처럼 보인다. 아메리카 원주민들의 아이들과 관련된 연구(indigenous peoples of the Americas)는 인간중심적 사고가 거의 사용되지 않는다는 것을 발견했다. 남아메리카의 위치 족의 아이들에 대한 연구는 생물체들을 분류학적으로나 인식된 유사성, 생태학적 고려사항, 그리고 애니메이션적 전통으로 생각하는 경향을 보여주었고, 그것은 서구 사회의 많은 어린이들이 경험하는 것보다 자연 세계에 대한 인간중심적인 관점을 훨씬 덜 초래했다.

## 같이 보기
- 인류 원리
- 인류세
- 체화 에너지
- 탄소 쇼비니즘
- 생태주의
- 실존주의
- 존재의 대사슬
- 인문주의
- 종차별주의